# Divinópolis
Divinópolis város Brazíliában, Minas Gerais államban. Lakosainak száma 231 091 fő (2022). Divinópolis Nova Serrana, São Sebastião do Oeste, Carmo do Cajuru, São Gonçalo do Pará, Perdigão, Santo Antônio do Monte, Cláudio és Itapecerica községekkel határos.

## Népesség
A település népességének változása:
| Lakosok száma | 183 962 | 213 016 | 240 408 | 242 505 | 231 091 |
|               | 2000    | 2010    | 2020    | 2021    | 2022    |